# Caramujo-gigante-africano
O caramujo-gigante-africano ou caracol-gigante-africano (nome científico: Lissachatina fulica) é um molusco da classe dos gastrópodes (Gastropoda). Pertence à subfamília dos acatiníneos (Achatininae) da família dos acatinídeos (Achatinidae). Possui concha cônica marrom ou mosqueada de tons claros. Nativo no leste-nordeste da África, foi introduzido no Brasil em 1983 visando ao cultivo e comercialização do escargô. Esta espécie tem sido considerada uma causa significativa de problemas de pragas em todo o mundo. Internacionalmente, é a espécie invasora que ocorre com mais frequência. Fora de sua área nativa, prospera em muitos tipos de habitat em áreas com climas amenos. Alimenta-se vorazmente e é vetor de fitopatógenos, causando sérios danos às culturas agrícolas e plantas nativas. Compete com taxa de caracóis nativos e é uma praga incômoda de áreas urbanas e espalha doenças humanas. Está em segundo lugar na lista de 100 das espécies exóticas invasoras mais daninhas do mundo e na Lista de espécies invasoras no Brasil.

## Distribuição
A espécie é nativa da África Ocidental, mas foi amplamente introduzida em outras partes do mundo através do comércio de animais de estimação, como recurso alimentar e por introdução acidental. Foi encontrada na China desde 1931 e seu ponto inicial de distribuição na China foi Xiamen. Também foi estabelecido na ilha das Pratas, em Taiuã, em toda a Índia, Pacífico, ilhas do oceano Índico, Sudeste Asiático e Índias Ocidentais. A espécie foi estabelecida nos Estados Unidos em 1936, onde foram trazidos por meio de importações, destinados a usos educacionais e para serem animais de estimação. Alguns também foram introduzidos porque foram enviados acidentalmente com outras cargas. Um esforço de erradicação na Flórida começou em 2011 quando foi avistado pela primeira vez, e o último avistamento foi em 2017. Em outubro de 2021, o Departamento de Agricultura da Flórida declarou a erradicação um sucesso após não haver mais avistamentos nesses quatro anos. Em junho de 2022, o caramujo foi novamente encontrado na Flórida.
A espécie foi observada no Butão (Guielpojim, Mongar), onde é uma espécie invasora desde 2006 e seu número aumentou drasticamente desde 2008. Começou a atacar campos agrícolas e jardins de flores. Acredita-se que cães morreram como resultado do consumo do caramujo e da infecção pelo verme pulmonar do rato, Angiostrongylus cantonensis, causando meningite eosinofílica em humanos. A partir de 2010, indivíduos da espécie foram encontrados na úmida e subtropical Mesopotâmia argentina. O Serviço Nacional de Sanidade Agropecuária estabeleceu um projeto em andamento para detectar, estudar e prevenir a expansão desta praga. No início de abril de 2021, a Proteção das alfândegas e fronteiras dos Estados Unidos (USCBP) interceptou 22 contrabandeados de Gana aos Estados Unidos, juntamente com vários outros itens de quarentena proibidos.
Foi introduzido ilegalmente no Brasil, inicialmente no estado do Paraná na década de 1980, como alternativa econômica ao escargô (Helix aspersa), numa feira agropecuária. A segunda introdução teria ocorrido no Porto de Santos por um servidor público em meados da década de 90, que montou um heliciário na Praia Grande, no qual promovia cursos de final de semana. O fracasso das tentativas de comercialização, devido a sua carne ser mais dura do que a do escargô e por não ser um prato apreciado no País, levou os criadores, por desinformação, a soltar os caracóis nas matas. Como se reproduz rapidamente e possui poucos predadores naturais em áreas antropizadas e urbanas no Brasil, tornou-se uma praga agrícola e pode ser encontrado em praticamente todo o país, inclusive nas regiões litorâneas. Em ambiente urbano foi constatada sua predação pelo rato doméstico (Rattus sp.) tanto no Brasil como no Havaí, onde também é considerado uma espécie invasora. A espécie foi oficialmente declarada invasora em 2005.

## Descrição

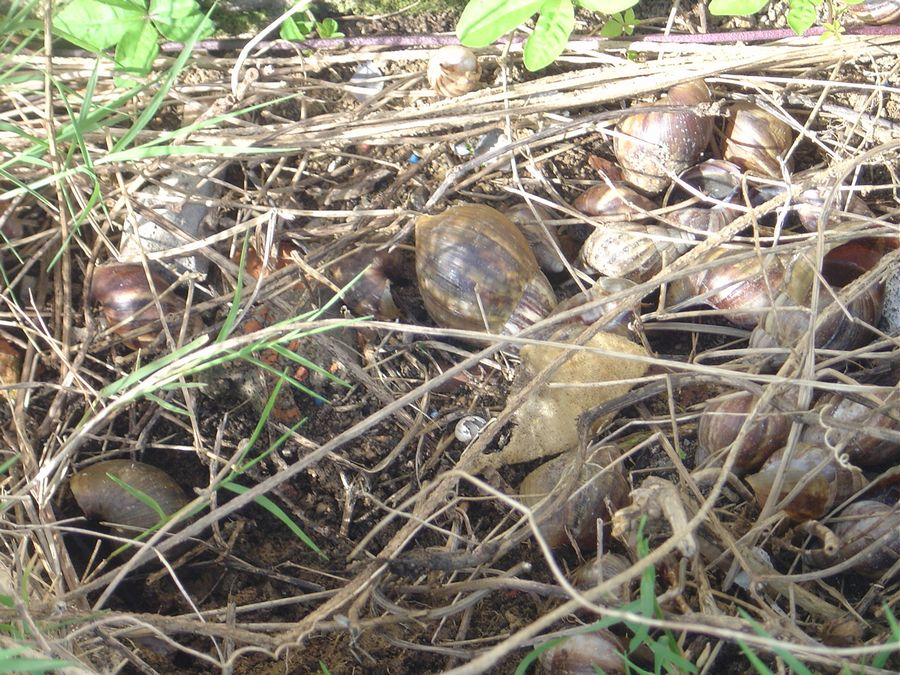

O caramujo-gigante-africano adulto tem cerca de 7 centímetros (2,8 polegadas) de diâmetro e 20 centímetros (7,9 polegadas) ou mais de comprimento, tornando-o um dos maiores de todos os caracóis terrestres existentes. A concha tem forma cônica, sendo cerca de duas vezes mais longa que larga. Tanto no sentido horário (dextral) quanto no sentido anti-horário (sinistral) podem ser observados no enrolamento da casca, embora o cone dextral seja o mais comum. A coloração da casca é altamente variável e dependente da dieta. Normalmente, o marrom é a cor predominante e a concha é em faixas.

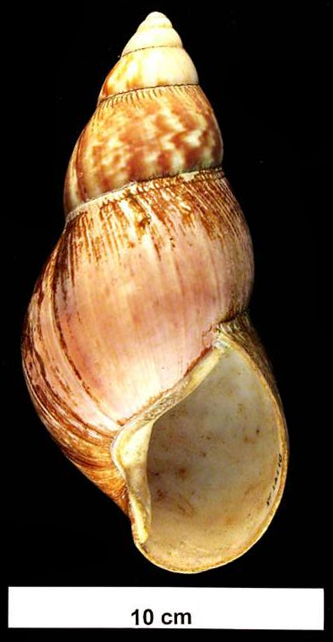
Vista apertural
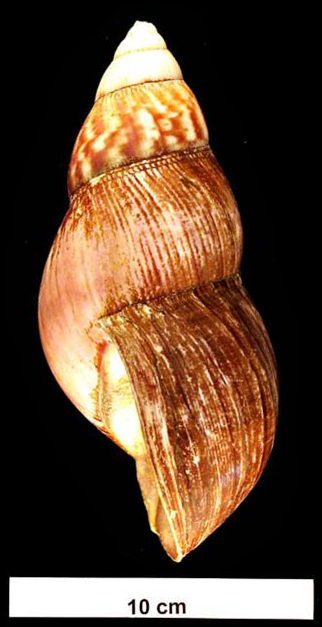
Vista lateral
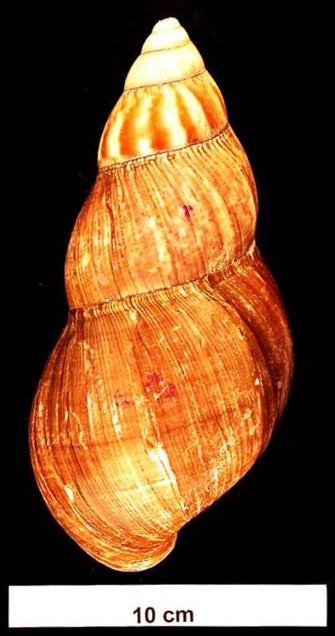
Vista abapertural
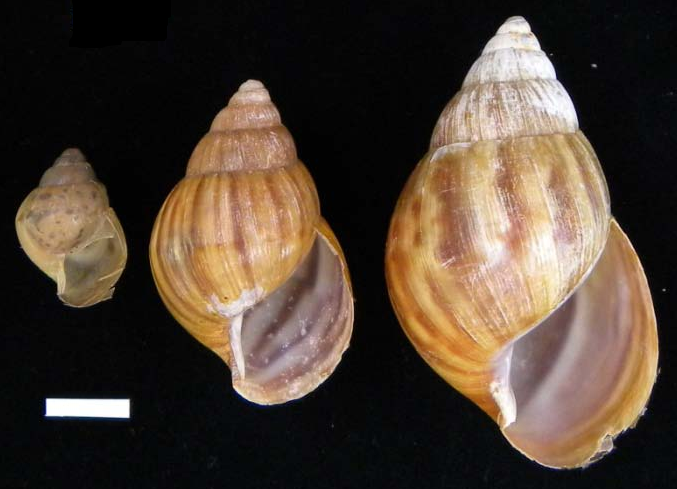
Conchas variadas

## Ecologia

### Alimentação
O caramujo-gigante-africano é um herbívoro macrófago; come grande variedade de material vegetal, frutas, legumes, líquens e fungos. Em cativeiro, pode ser alimentada com ampla variedade de frutas e vegetais, carne moída sem tempero ou ovo cozido. Devem sempre ser fornecidos com uma fonte de carbonato de cálcio, como osso de choco, vital ao crescimento saudável da concha. Eles requerem cerca de 20% de proteína bruta em sua dieta para um crescimento ideal.

### Ciclo de vida
Esta espécie é hermafrodita simultânea; cada indivíduo tem testículos e ovários e é capaz de produzir espermatozoides e óvulos. Os testículos geralmente amadurecem primeiro por volta de cinco a oito meses, seguidos pelos ovários. A autofecundação não é viável e, portanto, os caramujos precisam dum parceiro para se reproduzir. Normalmente acasalam com um caramujo de tamanho semelhante. Acasalam à noite e seu acasalamento começa com rituais de namoro que podem durar até meia hora, incluindo acariciar suas cabeças e partes da frente um contra o outro. Um caramujo inicia o namoro e, se tudo correr bem, começam a cópula. No entanto, a cópula nem sempre ocorre porque os caramujos mostram o comportamento de escolha do parceiro, e as observações mostraram que até 90% das tentativas de namoro foram rejeitadas e não terminaram em cópula. A cópula pode durar de uma a 24 horas, mas tende a durar de seis a oito horas. Os caramujos são ovíparos e põem ovos com casca. O número de ovos por ninhada e ninhadas por ano varia de acordo com o ambiente e a idade do pai, mas a média é de cerca de 200 ovos por ninhada e 5-6 ninhadas por ano. Os ovos eclodem após 1-17 dias e os caramujos emergem como juvenis. Atingem o tamanho adulto em cerca de seis meses, após o que o crescimento diminui, mas não cessa até a morte. A expectativa de vida é de três a cinco anos na natureza e de cinco a seis anos em cativeiro, mas podem viver até dez anos. São principalmente ativos à noite e passam seus dias em locais escuros e úmidos, como enterrados no solo ou sob serrapilheira.

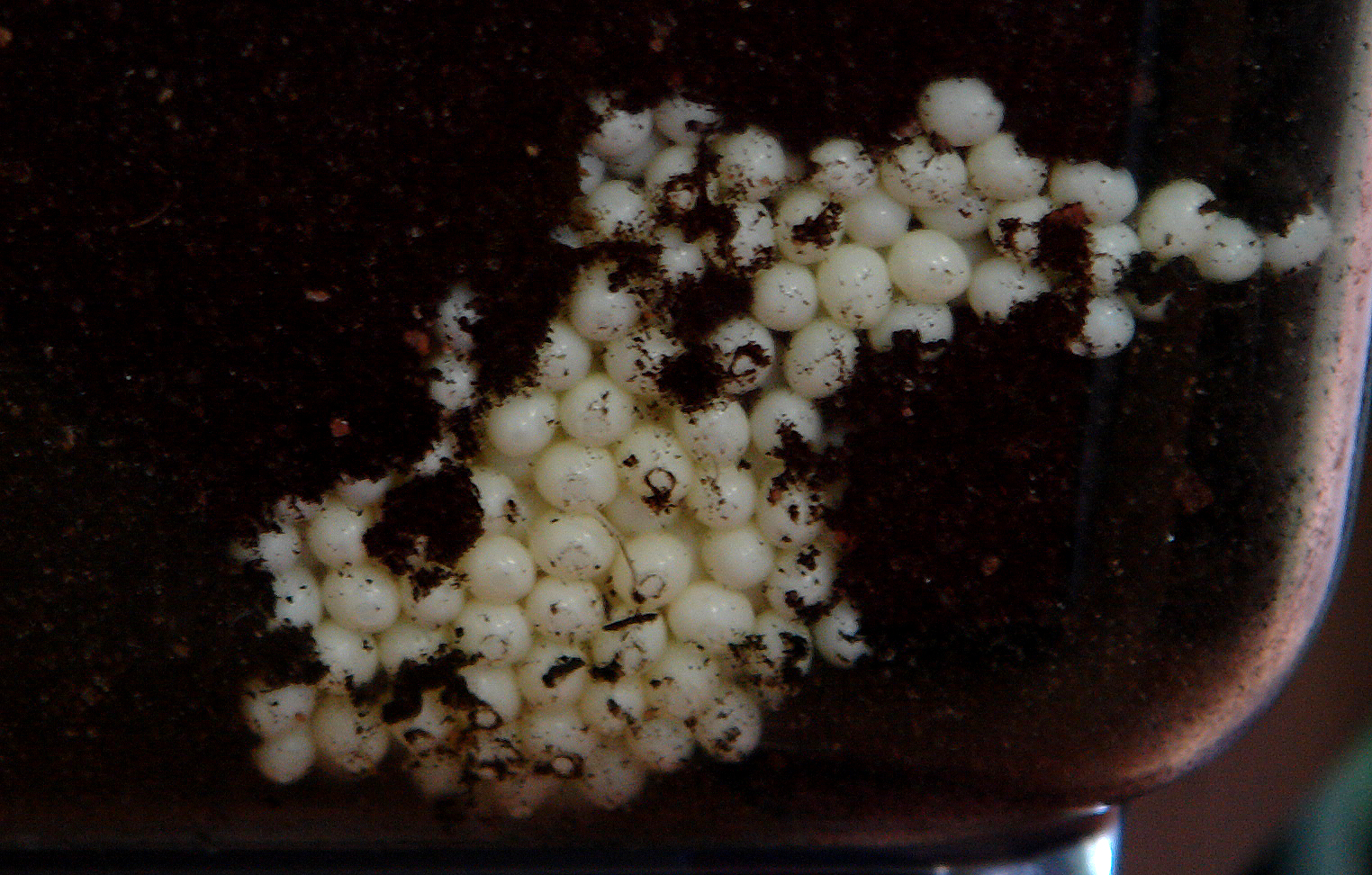
Ovos frescos
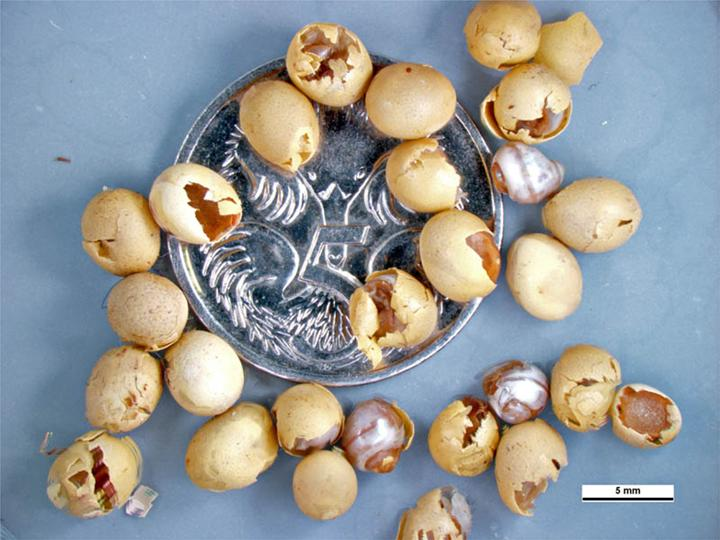
Eclosão de ovos
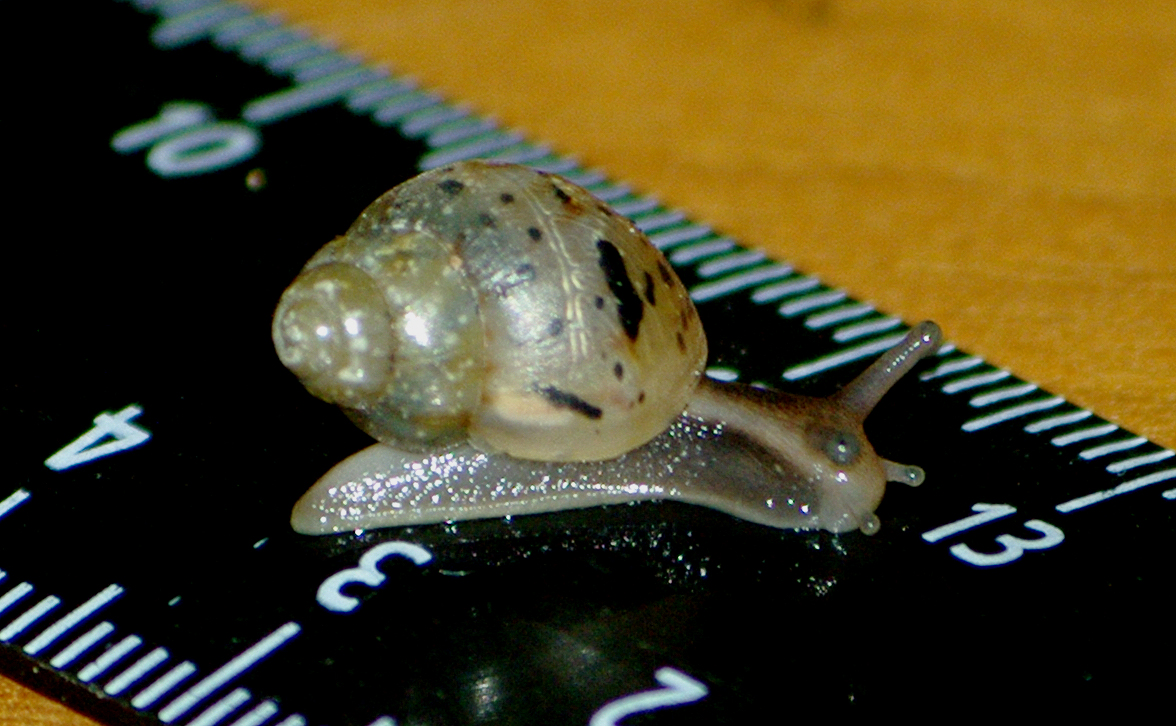
Caramujo juvenil

### Parasitas
Várias espécies e tipos diferentes de parasitas são conhecidos por infectar o caramujo-gigante-africano.
- Aelurostrongylus abstrusus, também conhecido como "verme pulmonar felino", é um nematoide que infecta gatos;[38]
- Angiostrongylus cantonensis, também conhecido como "verme pulmonar de rato", é um nematoide que causa meningoencefalite eosinofílica.[5] Caramujos infectados foram encontrados em países da América do Sul, incluindo Peru, Equador, Venezuela e Brasil, América Central como Cuba e Porto Rico e Estados Unidos.[27][38] Os casos humanos dessa meningite geralmente resultam duma pessoa que comeu o caramujo cru ou mal cozido, mas mesmo o manuseio de caramujos selvagens vivos dessa espécie pode infectar uma pessoa com o nematoide, causando uma infecção com risco de vida.[39]
- Angiostrongylus costaricensis é um nematoide que causa angiostrongilíase abdominal.[38][5] Ocorre desde o sul dos Estados Unidos até o norte da Argentina. Raramente a doença evolui para forma letal, permanecendo na maior parte das vezes assintomática ou comportando-se como parasitose comum. No Brasil, a doença é transmitida por caracóis e lesmas nativos, e não pelo gigante-africano; na região sul do país encontra-se a maioria dos casos. Apesar de não haver registro de exemplares de A. fulica adultos naturalmente infectados no Brasil, as larvas podem se infectar através da ingestão de hortaliças contaminadas com o muco deixado pelo molusco adulto silvestre ao se movimentar. Por isso, recomenda-se lavar as verduras em água corrente e depois deixar as mesmas em molho, bastando colocar uma colher de sobremesa de água sanitária em um litro de água e deixar os alimentos em molho durante 15 minutos.[27]
- Fasciola gigantica é um verme chato que foi detectado nas fezes e intestinos do caramujo;[40]
- Hymenolepis é uma tênia que foi detectada nas fezes do caramujo;[41]
- Schistosoma mansoni é um verme parasita que causa a esquistossomose intestinal. Esporocistos de S. mansoni foram detectados em fezes de caramujos;[41][40]
- Espécies de Strongyloides, incluindo Strongyloides stercoralis, são lombrigas que foram detectadas nas fezes e na secreção mucosa do caramujo;[41][40]
- Trichuris é uma lombriga que foi detectada nas fezes do caramujo.[41]

O caramujo-gigante-africano é responsável indireto pela potencial transmissão da febre amarela e da dengue. Foi constatado inicialmente na Tanzânia que as conchas de caramujos-gigantes-africanos mortos podiam encher-se d'água e tornar-se um potencial ponto à proliferação do Aedes aegypti, mosquito transmissor dessas doenças. Em 2001, esse mosquito também foi encontrado em conchas de Lissachatina fulica no estado de São Paulo.

## Espécie invasora
Em muitos lugares, o caramujo é uma praga da agricultura e das famílias, com a capacidade de transmitir patógenos humanos e vegetais. Devido ao seu sucesso reprodutivo, ele tornou-se uma terrível praga agrícola, alimentando-se vorazmente de diversos vegetais de consumo humano, e por isso o parecer técnico 003/03 publicado pelo Ibama e pelo Ministério da Agricultura em 2003, que considera ilegal a criação de caracóis africanos no país, determina a erradicação da espécie e prevê a notificação dos produtores sobre a ilegalidade da atividade. Este parecer vem reforçar a Portaria 102/98 do Ibama, de 1998, que regulamenta os criadouros de fauna exótica para fins comerciais, com o estabelecimento de modelos de criação e a exigência de registro dos criadouros junto ao Instituto Brasileiro do Meio Ambiente e dos Recursos Naturais Renováveis (IBAMA).
O combate químico com uso de pesticidas não é indicado, pois o produto pode contaminar o solo, a água e até o lençol freático, podendo, assim, levar à intoxicação dos animais e do ser humano; além disso, o molusco pode ser resistente a vários pesticidas. As medidas preventivas sugeridas incluem quarentena estrita para evitar a introdução e disseminação adicional. Recebeu a maior importância de quarentena nacional nos Estados Unidos. No passado, oficiais de quarentena conseguiram interceptar e erradicar com sucesso invasões incipientes no continente dos Estados Unidos. Eles também são conhecidos por danificar edifícios comendo estuque e materiais semelhantes para o cálcio. Na natureza, esta espécie muitas vezes abriga o nematoide parasita Angiostrongylus cantonensis, que pode causar uma meningite muito grave em humanos. Os casos humanos dessa meningite geralmente resultam de uma pessoa que comeu o caracol cru ou mal cozido, mas mesmo o manuseio de caracóis selvagens vivos dessa espécie pode infectar uma pessoa com o nematoide, causando uma infecção com risco de vida.

## Uso humano
Esses caramujos são usados por alguns praticantes do Candomblé para fins religiosos no Brasil como oferenda à divindade Oxalá. Os caracóis substituem uma espécie intimamente relacionada, Archachatina marginata, normalmente oferecido na Nigéria. As duas espécies são semelhantes o suficiente na aparência para satisfazer as autoridades religiosas. Também são comestíveis se cozidos adequadamente. Em Taiuã, esta espécie é usada no prato de 炒螺肉 (carne de caracol frita), que é uma iguaria entre os petiscos tradicionais. L. fulica também constitui o caracol terrestre predominante encontrado nos mercados chineses, e espécies maiores têm potencial como gado pequeno e eficiente. Também se tornaram cada vez mais populares como animais de estimação em países como França e Reino Unido, onde várias empresas os venderam tanto como animal de estimação quanto como auxiliar educacional. O heparinoide é isolado desta espécie.